# Glazbena družina Petra Naliča
Glazbena družina Petra Naliča (ruski: Muzykalny kollektiv Petra Nalitcha, Музыкальный коллектив Петра Налича) je ruski sastav osnovan u Moskvi 2007. godine. MKPN (kako je česta skraćenica sastava) je predstavljao Rusiju na Eurosongu 2010. u Oslu gdje je osvojio 11. mjesto s ukupno 90 bodova, dobivši "dvanaesticu" od Bjelorusija. 
Družina je do sada izdala 4 albuma i održala nekoliko koncerata (snimka koncerta iz Miskve dostupna je i na DVD-u), a specifična je i po tome što je samoproducirana, a tekstove i glazbu za pjesme piše uglavnom sam Petar Nalič.